# Spilosmylus saishiuensis
Spilosmylus saishiuensis là một loài côn trùng trong họ Osmylidae thuộc bộ Neuroptera. Loài này được Okamoto miêu tả năm 1924.